# Scaphytopius plummeri
Scaphytopius plummeri är en insektsart som beskrevs av Delong 1943. Scaphytopius plummeri ingår i släktet Scaphytopius och familjen dvärgstritar. Inga underarter finns listade i Catalogue of Life.